# Ivanie Blondin
Ivanie Blondin (Ottawa, 2 april 1990) is een Canadees langebaanschaatsster. Blondin is vooral goed op de 3000 en 5000 meter, maar rijdt ook allroundwedstrijden.
Tijdens de derde wereldbeker van het seizoen 2012/2013 is Blondin een van de drie Canadese vrouwen die de ploegenachtervolging winnen. Na 2014 legt Blondin zich meer toe op het rijden van massastarts en wint daarin ook enkele wereldbekerwedstrijden. Daarin behaalde ze ook medailles op de WK's. Tijdens de derde wereldbekerwedstrijden in Nur-Sultan wist ze zowel de 1500 als de 5000 meter te winnen en bovendien in een baanrecord.
Op 8 februari 2020 verbeterde Blondin het ruim 14 jaar oude Canadese nationale record op de 1500 meter.

## Persoonlijk
Blondin heeft sinds 2016 een relatie met de Hongaarse schaatser Konrád Nagy.

## Persoonlijke records
| Afstand    | Tijd    | Datum            | Baan           |
| ---------- | ------- | ---------------- | -------------- |
| 500 meter  | 38,51   | 30 december 2022 | Calgary        |
| 1000 meter | 1.13,82 | 18 december 2022 | Calgary        |
| 1500 meter | 1.51,76 | 8 februari 2020  | Calgary        |
| 3000 meter | 3.56,88 | 3 december 2021  | Salt Lake City |
| 5000 meter | 6.48,98 | 15 februari 2020 | Salt Lake City |

## Resultaten
| Jaar | WK allround          | WK afstanden                                                  | Olympische Spelen                                  | CK N-Amerika      | Wereldbeker                                   | WK junioren                        |
| ---- | -------------------- | ------------------------------------------------------------- | -------------------------------------------------- | ----------------- | --------------------------------------------- | ---------------------------------- |
| 2009 |                      |                                                               |                                                    |                   |                                               | 7e (16, 9, 11, 5) 7e achtervolging |
| 2010 |                      |                                                               |                                                    |                   |                                               |                                    |
| 2011 | NC20 (16, 16, 21, -) | 14e 3000m 15e 5000m                                           |                                                    | DQ2 (5, DQ, -, -) | 49e 1500m 29e 3k/5k                           |                                    |
| 2012 |                      |                                                               |                                                    |                   | 0p 1500m 40e 3k/5k 16e massastart             |                                    |
| 2013 |                      | 15e 3000m 8e 5000m 8e achtervolging                           |                                                    | · (, , 4, )       | 43e 1500m · 14e 3k/5k · massastart            |                                    |
| 2014 | NC18 (18, 18, 17, -) |                                                               | 24e 3000m 14e 5000m 5e achtervolging               | · (2, , 4, )      | 0p 1500m 20e 3k/5k 4e massastart              |                                    |
| 2015 | 6 (4, 6, 12, 5)      | 7e 3000m · 6e 5000m · 6e achtervolging · massastart           |                                                    |                   | 16e 1000m · 22e 1500m · 8e 3k/5k · massastart |                                    |
| 2016 | NC16 (10, 16, 18, -) | 17e 3000m · massastart · 6e achtervolging                     |                                                    |                   | 34e 1000m · 28e 1500m · 9e 3k/5k · massastart |                                    |
| 2017 | NC12 (8, 9, 12, -)   | 4e 3000m · 5000m · 10e massastart · DNF achtervolging         |                                                    |                   | 27e 1000m · 37e 1500m · 8e 3k/5k · massastart |                                    |
| 2018 | NC12 (12, 10, 17, -) |                                                               | 6e 3000m 5e 5000m HF10 massastart 5e achtervolging |                   | 16e 1500m · 3k/5k · massastart                |                                    |
| 2019 | NC9 · (10, 9, , -)   | DQ 3000m · 6e 5000m · massastart · 4e achtervolging           |                                                    |                   | 43e 1000m 11e 1500m 5e 3k/5k 4e massastart    |                                    |
| 2020 | · (8, , 5, 4)        | 7e 1500m · 6e 3000m · 5e 5000m · massastart · achtervolging   |                                                    |                   | 8e 1500m · 3k/5k · massastart                 |                                    |
| 2021 |                      | massastart · achtervolging                                    |                                                    |                   | 10e 1000m · 29e 1500m · massastart            |                                    |
| 2022 | NC11 (6, 11, 11, -)  |                                                               | 13e 1500m · 14e 3000m · massastart · achtervolging |                   | 10e 1500m · 8e 3k/5k · massastart             |                                    |
| 2023 |                      | 4e 1500m · 9e 3000m · massastart · achtervolging · teamsprint |                                                    |                   | 9e 1000m · 5e 1500m · 4e 3k/5k · massastart   |                                    |
| 2024 | NC9 (7e, 9e, 4e, -)  | 6e 1500m · 6e 3000m · massastart · achtervolging · teamsprint |                                                    |                   | 13e 1000m · 6e 1500m · 8e 3k/5k · massastart  |                                    |
| 2025 |                      | 8e 1500m · 8e 3000m · massastart · achtervolging · teamsprint |                                                    |                   | 40e 1000m 10e 1500m 8e 3k/5k 4e massastart    |                                    |